# Eumenes II av Pergamon

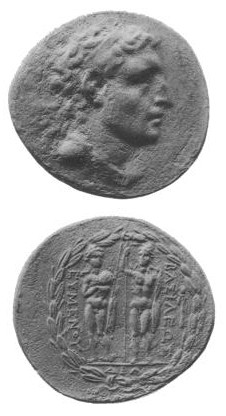
Mynt med Eumenes II:s porträtt.

Eumenes II, död 158 f.Kr., var kung av Pergamon åren 197 f.Kr.–158 f.Kr..
I likhet med sin fader, Attalos I, var Eumenes bundsförvant åt romarna, vilka han aktivt bistod i kriget mot Antiochos III den store i Syrien. Det var Eumenes II som kom att fälla avgörandet i slaget vid Magnesia år 190 f.Kr. med en välriktad kavallerichock. Av romarna belönades han därför, dels genom en för honom gynnsam bemedling i stridigheterna med konung Prusias I i Bithynien och Farnakes I i Pontos, dels genom högst betydliga utvidgningar av riket, som därigenom kom att sträcka sig över större delen av Mindre Asien, ända till Taurosbergen, och på europeiska sidan omfattade det thrakiska Chersonesos.
Med tiden uppkom dock ett spänt förhållande mellan Eumenes och romarna, vilka fruktade hans alltför stora makt och därför motverkade honom i hans stridigheter med invånarna på ön Rhodos. Vid hans besök i Rom 172 f.Kr. återställdes för en tid det goda förhållandet, och i kriget mot Perseus i Makedonien stod Eumenes åter på romarnas sida, men han beskylldes av dem för att ha varit en opålitlig bundsförvant och fick vidkännas varjehanda kränkningar. Eumenes avled emellertid år 159 f.Kr., innan det hann komma till öppen brytning.
Det av hans fader grundade pergamenska biblioteket utvidgade han betydligt och visade sig även för övrigt såsom en vän av konst och vetenskap.